# Elatostema macgregorii
Elatostema macgregorii är en nässelväxtart som beskrevs av Elmer Drew Merrill. Elatostema macgregorii ingår i släktet Elatostema och familjen nässelväxter. Inga underarter finns listade i Catalogue of Life.